# Homosexualité et culture d'extrême droite
 (août 2025).
L'homosexualité et la culture d'extrême droite font référence à la relation qui a existé, au fil du temps, entre des personnalités homosexuelles, des références et le monde de la culture d'extrême droite. Le lien entre conservatisme et homosexualité est ancien[pas clair], mais il est particulièrement répandu à l'époque contemporaine. Toutefois, la culture d'extrême droite peut être également fondamentalement homophobe.

## Époques archaïques servant d'inspiration à l'extrême droite
Les forces d'extrême droite utilise souvent l'Antiquité comme un modèle à suivre, souvent fascinée par la discipline militaire et la direction autoritaire, en cela l'Empire romain et la Grèce antique.
En ce qui concerne l'homosexualité dans la Rome antique, l'homosexualité se réduit à une pratique, si elle est effectuée par un homme fort et puissant sur un homme faible et soumis, qui n'affecte en rien la valeur du guerrier : elle est essentielle pour préserver l'apparence de la masculinité.
D'autre part, tous les empereurs romains de la dynastie julio-claudienne (à l'exception de Claude) ont eu des expériences homosexuelles : Jules César, surnommé la reine de Bithynie et l'épouse de tous les maris, Auguste, qui, lorsqu'il était encore Octave, était appelé avec mépris Octavie, Tibère, qui à Capri avait une préférence pour les garçons qui venaient d'atteindre la puberté et les appelait ses « petits poissons », Caligula, bisexuel et incestueux, Néron, qui a soumis son esclave adolescent Sporus à la castration puis l'a couronné épouse royale, mais aussi parmi les empereurs ultérieurs : Galba, Vitellius, surnommé Bucon, Domitien, qui a eu diverses relations avec des hommes, Hadrien, qui a fait de son jeune amant Antinoüs un dieu, Eliogabal, qui à 18 ans a tenté l'autocastration afin de pouvoir se considérer comme une femme.
Passant en Asie, l'orientaliste Leonardo Vittorio Arena indique l'origine de l'homosexualité samouraï-japonaise dans la vie promiscuité au sein des monastères bouddhistes du IXe siècle, contrairement à la pédérastie grecque occidentale, cependant, ici c'est en fait au jeune homme qu'il est conseillé de prendre l'initiative de choisir une partenaire plus mûre : ce lien entre moine et novice passe alors à l'homoérotisme du samouraï, jusqu'à atteindre le seppuku de Yukio Mishima,.

## Homosexualité et extrême droite dans les années 1800 à 1945
George Mosse affirme qu'il existe une continuité précise dans le paradigme de la beauté et de la masculinité qui part du critique d'art homosexuel allemand Johann Joachim Winckelmann et atteint, par exemple, Arno Breker, l'artiste nazi par excellence, ou l'architecte favori d'Adolf Hitler, Albert Speer : « L'art nazi était en réalité aussi homoérotique que celui de tous les nationalismes modernes... »
En ce qui concerne sa vénération pour la sculpture grecque, Winckelmann (avec August von Platen et Michelangelo Buonarroti) nie cependant qu'il y ait une relation entre la beauté parfaite et le désir d'avoir des relations sexuelles avec cette beauté. En vérité, le néoclassicisme ne se limite pas à exhumer exclusivement la sphère esthétique de l'époque classique, mais propose également son idéologie comportementale dans son intégralité, y compris donc aussi l'aspect des relations sociales-interpersonnelles-sexuelles. D'où l'accent mis sur la pédérastie grecque qui occupe une place centrale même dans les discussions philosophiques antiques : l'homosexualité et la passion pour le classicisme seront considérées comme intrinsèquement liées pendant longtemps.
Le corps viril grec, redécouvert à travers les descriptions de Winckelmann, deviendra immédiatement l'idéal normatif affiché par les nationalismes européens. La composante homosexuelle des personnalités qui ont joué un rôle de premier plan dans le processus qui a conduit à la formation et à l'idéologie des régimes totalitaires n'est pas, dans de nombreux cas, négligeable. Des personnalités qui formeront les maillons d'une chaîne qui, du Siècle des Lumières, atteint l'ère des régimes totalitaires. Une continuité déconcertante qui, du culte de la beauté de Winckelmann, mène directement aux camps de concentration nazis.
Les membres de la noblesse conservatrice allemande furent les protagonistes incontestés du Grand Tour dans les pays d'Europe du Sud, principalement en Italie et en Grèce. Ce voyage pouvait évoluer vers une sorte de tourisme sexuel authentique, pratiqué également par d'importants noms de l'industrie, de la politique et de la littérature ; les principales destinations étaient Capri, Venise, Rome, Florence, Naples et la Sicile. Après Winckelmann (poignardé à mort à Trieste par une prostituée), le poète August von Platen (qui contracta le choléra à Syracuse en 1835), l'écrivain Frederik Rolfe, dit « Baron Corvo », et le magnat de l'acier Friedrich Alfred Krupp (qui se suicida en 1902 après avoir été accusé d'avoir participé à des orgies avec des jeunes Italiens), il y eut enfin le baron Wilhelm von Gloeden, qui, à Taormine, fut l'un des créateurs du nu masculin en photographie avec ses jeunes Siciliens.
Lord Byron, Goethe, Hans Christian Andersen, Marcel Proust, E.M. Forster, Norman Douglas et même le musicien Cole Porter ont suivi l'exemple allemand du voyage vers le paradis de la liberté érotique homosexuelle qui était en vigueur en Italie. Daniel Defoe écrivait déjà au début du XVIIIe siècle : « La luxure a choisi la zone torride de l'Italie, où le sang fermente dans la violence et la sodomie ».
Au moment même où Friedrich Engels, l'un des pères fondateurs du communisme et proche collaborateur de Karl Marx, lançait ses attaques contre le vice abominable des pédérastes dans « L'Origine de la famille, de la propriété privée et de l'État » (1884) dénonçant l'antiquité grecque en raison de l'extrême désagrément causé par leur amour pour les garçons. Nietzsche lui-même, que certains politiciens nazis avaient tenté de faire passer pour « l'un des piliers de la pensée de droite » (dans le but de tenter de donner une aura de légitimité à la « pensée » nazie-fasciste), affirmait au contraire dans l'aphorisme 259 de Humain, trop humain (Un livre pour les esprits libres, 1879)

« Les relations érotiques des hommes avec les jeunes hommes étaient, à un degré incompréhensible pour nous, la condition nécessaire et unique de toute éducation virile [...]. Jamais plus les jeunes hommes n'ont été traités avec autant d'attention, d'amour, avec un souci aussi absolu de leur bien-être [...]. Plus ces relations étaient comprises, plus la relation avec les femmes s'enfonçait. La procréation et la volupté – rien d'autre n'était pris en considération pour les femmes ; il n'y avait pas de relations intellectuelles, pas même de véritable histoire d'amour [...]. Les femmes n'avaient d'autre tâche que de créer des corps beaux et puissants, dans lesquels la personnalité du père se perpétuerait aussi pleinement que possible, et ainsi de contrer la surexcitation nerveuse croissante d'une civilisation aussi évoluée. »

### L'Allemagne pré-nazie a été pionnière dans l'activisme homosexuel
« ... les plus chers de tous sont les jeunes et magnifiques soldats aux muscles d'acier... aux yeux bleus et au duvet jeune sur leurs lèvres fermes, qui, avec leurs éperons cliquetants et leur pas martial, lorsqu'ils me rencontrent, ne savent pas combien ils sont beaux, combien leur vue est irrésistible. »

— Karl Heinrich Ulrichs, pionnier du mouvement de libération homosexuel
L'Empire allemand, dans la seconde moitié du XIXe siècle, fut le berceau du premier mouvement homosexuel, et c'est ici que l'on rencontre les pionniers du militantisme pour les droits des homosexuels. Son père reconnu était Karl Heinrich Ulrichs, avocat et journaliste, en 1867, il osa déclarer publiquement ses préférences sexuelles, appelant à l'abrogation des lois répressives en vigueur. Il mourut en exil à L'Aquila en 1895.
Son successeur fut le médecin juif Magnus Hirschfeld, qui créa un Comité scientifique et humanitaire (Wissenschaftlich-humanitäres Komitee) en 1897 et un centre de recherche sur la sexualité (Institut für Sexualwissenschaft) en 1919. Ce dernier, doté d'un musée et d'une vaste bibliothèque, devint également un centre médical, offrant un soutien psychologique et un service d'aide juridique à tous les homosexuels en 1919. L'Institut fut incendié et pillé par les nazis en 1933.
Parmi les signataires de la pétition lancée par Hirschfeld, qui demande l'abrogation du paragraphe 175 qui emprisonne les personnes reconnues coupables d'actes « contre nature », on compte Stefan Zweig, Rainer Maria Rilke, Arthur Schnitzler, Albert Einstein, Léon Tolstoï, Émile Zola, Lou Salomé (amie de Nietzsche d'abord et disciple de Freud ensuite), Hermann Hesse, George Grosz et Thomas Mann. Mais à la suite du scandale Harden-Eulenburg entre 1907-09, tout s'est arrêté, entraînant une vague d'homophobie envers l'Allemagne, considérée comme le berceau de la perversion (en France, on parlera ouvertement de « vice allemand »).
Entre-temps, en 1896, le premier périodique homosexuel de l'histoire, intitulé Der Eigene (« Le Spécial » ou « L'Unique »), avait été fondé par Adolf Brand, journaliste et enseignant. Brand était un militant radical résolument opposé aux idées socialistes de Hirschfeld, et ses écrits étaient souvent salués par les anarchistes romantiques (qui, cependant, évitaient de mentionner ses théories raciales, élitistes et fortement nationalistes). Brand proposait le « coming out » d'hommes homosexuels alors célèbres, bien avant que le terme lui-même ne soit inventé. En 1904, il affirma dans des articles de presse que Friedrich Dasbach, l'un des délégués du parti centriste et prêtre catholique, fréquentait régulièrement des garçons impliqués dans la prostitution masculine, Dasbach menaça donc de poursuivre l'auteur en diffamation, mais ils parvinrent à un accord à l'amiable à temps.
Une autre personnalité aux sympathies conservatrices et antisocialistes est Benedict Friedländer, sociologue, sexologue et économiste d'origine juive, qui fut un militant actif et théoricien de l'aile droite du premier mouvement de libération homosexuelle allemand.
En 1903, Sexe et caractère est publié par le jeune philosophe Otto Weininger, un Viennois germanophone de mère juive, qui se suicide à l'âge de vingt-quatre ans en raison d'une crise dépressive apparemment induite par une homosexualité latente et non acceptée : son œuvre est le texte de base de l'antiféminisme, de l'antisémitisme et de l'hostilité envers la démocratie.

### Le gouvernement D'Annunzio à Fiume
« Défends la beauté ! C'est ton seul devoir. Défends le rêve qui est en toi ! »

— Gabriele D'Annunzio
Le futurisme, mouvement artistique et culturel italien du début du XXe siècle, prônait une sexualité moins moralisatrice que les canons de l'époque, plus libre et plus exubérante. Au lieu d'une opposition rigide entre hétérosexuels et homosexuels, il existait une distinction claire entre sexualité active et passive. En fin de compte, les futuristes ne méprisaient que l'Efféminement, avec ses attitudes mielleuses et excessivement langoureuses.
L'hypocrisie typiquement italienne à cet égard a connu une exception significative dans la période de deux ans 1919-20 pendant l'entreprise de Fiume sous le commandement du poète-guerrier Gabriele d'Annunzio. L'écrivain bisexuel Giovanni Comisso, qui y a pris part à l'âge de vingt-quatre ans seulement, nous en donne un témoignage direct: la transgression de la norme, la pratique massive de la rébellion, la liberté sexuelle, l'homosexualité, l'usage de drogues, l'originalité des attitudes, étaient les principales caractéristiques de cette contre-société.
Comisso faisait partie du groupe de Guido Keller, un dandy qui créa la compagnie « La Disperata » destinée à servir de garde du corps personnel à D'Annunzio, les membres « étaient tous très beaux, très fiers... ils faisaient des exercices de natation et d'aviron, ils chantaient et défilaient dans les rues torse nu et en short ». L'écrivain poursuit ensuite en évoquant le peintre germano-américain homosexuel Henry Furst et Léon Kochnitzky qui, apparemment, n'appréciait pas beaucoup les jambes des femmes,. D'autres récits sur l'atmosphère de promiscuité dans laquelle vivaient ces jeunes hommes nous viennent d'Il porto dell'amore, un roman autobiographique de 1924.
Avec l'occupation légionnaire, la ville istrienne de Fiume devint un lieu d'expérimentation de la transgression, notamment sexuelle. Le futuriste Mario Carli, dans son livre « Trillirì » (1922), affirme sans détour que les attraits sexuels étaient à l'origine de nombreux volontaires à Fiume, d'où la présence d'une grande diversité de personnes, « du colonel en quête de femmes au pédéraste en quête de garçons ».

« Un jour, de la fenêtre de son bureau, D'Annunzio vit des Arditi s'éloigner deux par deux, main dans la main, vers la colline et il les désigna du doigt en disant : « Regardez mes soldats, ils s'éloignent par deux comme les soldats de Périclès ». »

Comme mentionné, la vision futuriste du sexe est très ouverte et cela s'accorde bien avec le climat très libertaire qui imprègne toute l'entreprise d'Annunzio, chacun, de manière transgressive, a le droit d'expérimenter « des plaisirs illimités, des amusements et un libre flux de désirs, des comportements décomplexés et dépourvus de tout moralisme. D'ailleurs, le Commandeur-Vate, après son célèbre « Eia ! Eia ! Eia ! Alalà ! », concluait par le cri de « Vive l'Amour ! ».
La Charte du Carnaro prévoyait le suffrage universel masculin et féminin, la liberté d'opinion, de religion et d'orientation sexuelle, la dépénalisation de l'homosexualité, du nudisme et de la consommation de drogues.

### La joyeuse jeunesse allemande et le nazisme
En Allemagne, l'origine de la culture homosexuelle d'extrême droite est identifiée dans les Wandervogel, un mouvement de jeunesse allemand né en 1896, ils furent les premiers à porter des chemises brunes et à saluer avec le bras droit tendu en criant « Seig Heil » : contre l'urbanisation sauvage, ils se sont référés à l'idée médiévale du village de campagne, se consacrant à la proposition de mythes et de rites païens pour les chrétiens, anti-modernistes et anti-bourgeois, ils s'inspiraient largement de l'idéal et de la culture du romantisme. Une idéologie fortement conservatrice en complet contraste avec l'idéal du progrès.
Le Wandervogel devint bientôt le mouvement de jeunesse prééminent de la nation ; il se voulait une organisation en empathie constante avec l'environnement naturel, qui mettait l'accent sur la liberté du monde des adultes, la spontanéité, mais aussi la responsabilité (de chacun envers tous les autres), ainsi que l'esprit d'aventure, mais adoptait idéologiquement une approche fortement nationaliste basée sur la tradition et soulignant les racines teutoniques (mythiques-païennes) de l'Allemagne.
Inspirés par la Grèce antique, la Nature et la Tradition, ils répandirent la coutume du camping, le nudisme, la gymnastique et le culte du corps viril et musclé ; ils recommandèrent également l'abstinence totale et le végétarisme. En 1912, le journaliste et écrivain Hans Bluher, figure emblématique de ce même mouvement homosexuel d'extrême droite, publia un essai intitulé « Le mouvement Wandervogel comme phénomène érotique », sous-titré « Contribution à la reconnaissance de l'inversion sexuelle ». L'auteur affirme clairement que le dénominateur commun qui unit ces jeunes hommes est l'éros, c'est-à-dire l'attirance érotique entre individus du même sexe, et poursuit en affirmant que les pulsions homoérotiques sont fondamentales pour renforcer les liens d'amitié virile.
L'amour entre amis ou l'amitié romantique, avec sa célébration parallèle de la camaraderie entre les hommes (pure communauté des hommes), assume donc un véritable rôle culturel. L'élément clé qui différencie l'homme des animaux serait selon leur philosophie précisément le lien érotique entre les adultes d'une société et ses adolescents, une reconstitution de la pédérastie grecque antique dans ses figures d'éraste et d'éromène. Seul ce système culturel et social permet la création d'une communauté composée de natures héroïques, de leaders charismatiques capables d'attirer à eux de braves guerriers.
Dès son arrivée au pouvoir, Hitler, en chantre de la virilité allemande, proposa de confier la présidence de l'« Union des écrivains allemands » au poète homosexuel et nationaliste autrichien Stefan George, qui, étant déjà très malade, se vit contraint de refuser le poste ; il fut donc remplacé par le médecin et écrivain Gottfried Benn, ami proche de Klaus Mann, le fils littéraire – et également homosexuel – de Thomas Mann. Klaus Mann lui-même, communiste convaincu, s'est retrouvé à devoir se défendre contre l'accusation portée contre lui par ses camarades staliniens à propos des « homosexuels fascistes » :

« On pourrait s'attendre à ce que les nazis forment des groupes homosexuels d'une part, et incarcèrent, castrent et fusillent les homosexuels d'autre part. La gauche, cependant, devrait être plus objective et, au contraire, elle affiche sur cette question un parti pris extrêmement bourgeois. L'homosexualité ne doit pas être « éradiquée » (comme l'a déclaré Maxime Gorki) si tel était le cas, elle appauvrirait l'humanité d'une chose à laquelle elle doit une part incommensurable… Bref, qu'il soit bien compris que cet amour est un amour comme un autre, ni meilleur ni pire, avec autant de possibilités de devenir magnifique, émouvant, mélancolique, grotesque, beau ou trivial que l'amour entre un homme et une femme.

(P. Pedote-G. Lo Presti Homophobie. Préjugés anti-homosexuels de la Bible à nos jours. Alternative Press 2003) »

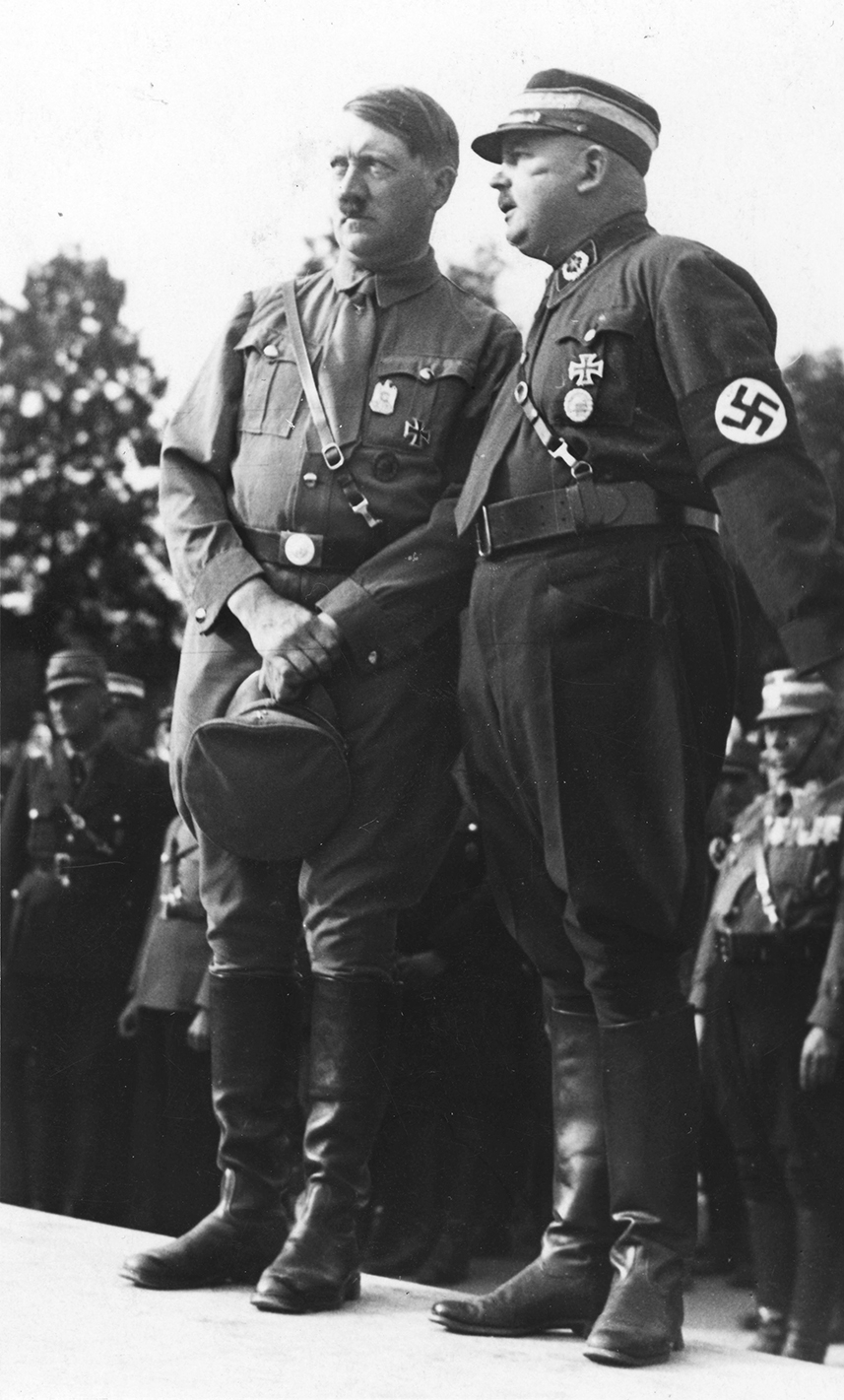
Hitler et Ernst Röhm.

L'historien L. Machtan dans Hitler's Secret cite de nombreux témoignages et documents qui prouveraient que les amitiés masculines du Führer lui-même étaient en réalité des relations amoureuses, d'un point de vue psychologique, la théorie dominante est celle d'une sorte d'homosexualité latente associée à de fortes pulsions masochistes vécues - et réprimées - avec un grand sentiment de culpabilité. Un fait corroboré est en tout cas la forte présence initiale de personnalités homosexuelles même parmi les plus hauts rangs du mouvement nazi, de toute évidence, le nazisme n'a pas du tout encouragé l'homosexualité, mais certains de ses principes et idéaux, ainsi que certaines structures organisationnelles en particulier dans le domaine de la jeunesse, confiées à la direction d'homosexuels, ont dans certains cas favorisé sa promotion.
Entre-temps, le nouveau leader du mouvement Wandervogel, Wilhelm Jansen, accentua fortement ses aspects esthétiques les plus ambigus, le naturisme en tête, ainsi qu'une idéologie de plus en plus imprégnée de misogynie et d'aryanisme. En 1922, le premier noyau de ce qui allait devenir les Jeunesses hitlériennes fut fondé ; l'architecte de son développement et de son orientation de plus en plus violente fut Baldur von Schirach, à la sexualité ambiguë.
Les « Sections d'assaut », la formation paramilitaire irrégulière connue sous le nom de SA, naquirent en 1921 et devinrent rapidement une sorte de garde personnelle d'Hitler, en leur sein dominait une composante homosexuelle très ramifiée. Ernst Rohm en était le chef le plus important, avec Edmund Heines, Karl Ernst, Hans Walter Schmidt et Paul Röhrbein : Rohm était un homosexuel déclaré qui affirmait joyeusement sa profonde aversion et sa répugnance envers le corps féminin. Jusqu'à ce que, lors de la Nuit des Longs Couteaux en 1934, ils soient tous assassinés. L'une des victimes de la Nuit des Longs Couteaux fut Karl-Günther Heimsoth, qui avait été un médecin, astrologue et homme politique allemand. Inventeur du terme homophilie, lui-même ouvertement homosexuel et militant du premier mouvement homosexuel, il était membre du parti nazi.
L'un des plus proches collaborateurs de Rohm, le susmentionné Karl Ernst, avait travaillé comme videur dans une boîte de nuit gay avant de rejoindre la SA.

### Homosexuels dans la collaboration en France
« Problème sociologique : pourquoi y a-t-il autant de pédérastes parmi les collaborateurs ? »

— Jean Guéhenno
Le collaborationnisme en France a été suivi par un nombre considérable de personnalités culturelles et d’intellectuels de divers horizons ; parmi eux, outre l’antisémitisme d’extrême droite, il y avait aussi le fait que certains d’entre eux étaient homosexuels.

#### Soupçons d'homosexualité à propos de Robert Brasillach
Le célèbre journaliste et écrivain Robert Brasillach fut fusillé en février 1945 après avoir été reconnu coupable de haute trahison et accusé d'avoir été coupable d'« intelligence avec l'ennemi », c'est-à-dire l'occupant allemand. Son cas est unique et rare : une personne fut exécutée non pour ses actes, mais pour ses idées. En résumé, Brasillach avait adhéré à l'idéologie et à la doctrine du national-socialisme (qu'il définissait lui-même comme « poésie du XXe siècle ») et, selon la croyance populaire la plus reconnue, il était homosexuel, même si, à cet égard.[pas clair] À l'époque, de nombreuses personnes pensaient que Brasillach était homosexuel.
Les déclarations des contemporains de droite de Brasillach, notamment Louis-Ferdinand Céline et Pierre Drieu de La Rochelle, sont nombreuses. Ils considéraient ouvertement Brasillach comme un « pédéraste » et soulignent son efféminement. Jean-Paul Sartre, quant à lui, le considère comme un pédéraste, le dépeignant comme un dandy, un rêveur et un visionnaire, amoureux de jeunes prostitués, mais aussi de soldats allemands forts et virils. Une déclaration éloquente en ce sens provient des journaux de Drieu, où il écrit : « Pendant des années après l’autre guerre, on a cru que je m’intéressais surtout aux femmes. En réalité, je m’intéresse bien plus aux hommes. »
Dans un documentaire de 1976, le romancier et critique de cinéma Jean-Louis Bory reconnaît et parle de l'existence d'un environnement collaborationniste explicitement homosexuel, du moins dans le Paris occupé, puis réfléchissant à l'attraction « étrange et curieuse » que le nazisme semblait exercer - comme un aimant érotique - sur eux, il cite Brasillach lui-même comme son plus grand exemple : « l'armée allemande avait une fascination qui pouvait avoir un effet sur les homosexuels, une fascination constituée principalement par le mythe de la virilité (identifiée comme force totale, puissance, audace et impitoyabilité)... l'attrait pour les bottes, les vêtements de cuir et de métal de toutes sortes... Brasillach pouvait y trouver une humanité qui lui était agréable. »
Les rumeurs d'homosexualité concernant Robert Brasillach n'ont toutefois jamais été confirmées.

#### Enthousiasme gay supposé des collaborateurs pour les soldats allemands
L'écrivain et sociologue allemand Nicolas Sombart écrit dans Chronique d'une jeunesse berlinoise (1984) que l'enthousiasme français pour le Troisième Reich était essentiellement dû à cette importante communauté d'hommes aux tendances homosexuelles marquées. Karl-Heinz Bremer était un Allemand beau, grand, mince et blond, considéré presque comme un dieu par les collaborateurs gays : il avait semé beaucoup de confusion sur la scène homosexuelle parisienne et Brasillach avait pour lui une vénération particulière.
Emmanuel Berl le disant plus crûment : « Dans cette fascination du chef et de la force, il y avait beaucoup de féminité latente, une certaine forme d’homosexualité. Au fond, chez la plupart de ces intellectuels fascistes… il y avait le désir inconscient de se faire enculer par les SS. »
Marcel Bucard, marié depuis 1928, était le père de quatre enfants, était sujet à de nombreuses rumeurs d'homosexualité. Georges Valois nota à ce sujet : « En 1928, intervenant contre moi dans une réunion de dissidents du Faisceau, (Bucard) trouva le moyen de s’exprimer sur les erreurs de mœurs qui lui étaient attribuées, avec une crudité ignoble, au-dessous du langage de chambrée, et ceci devant des femmes et des jeunes filles ». Bucard était qualifié par des socialistes et des communistes de « pédérastres ». Sous l'occupation, Bucard était également surnommé « La Grande Marcelle » et, dans le public, aurait envoyé de discret sourir à quelques costaux,,.

## Époque contemporaine

### Une approche historiographique des «gays de droite»
« Dans les pays fascistes, l’homosexualité, ruineuse pour la jeunesse, prospère en toute impunité… Éliminons tous les homosexuels et le fascisme disparaîtra !
(Article publié par l'écrivain stalinien Maxime Gorki dans la Pravda et les Izvestia le 23 mai 1934) »

Marco Fraquelli, spécialiste de la culture d'extrême droite et biographe de Julius Evola, introduit dans son essai « Omosessuali di destra » (« Homosexuels de droite » ) peut-être pour la première fois et de manière organique, l'association entre la culture de droite et cette esthétique qui se réfère directement à l'homoérotisme, ainsi qu'un excursus historique à la découverte de personnalités homosexuelles appartenant au monde de la droite politique, de l'époque du néoclassicisme artistique à nos jours ; l'auteur met en évidence la contradiction apparemment claire d'une idéologie qui - bien qu'imprégnée d'homophobie et de chauvinisme - présente en elle-même de nombreuses ambiguïtés de nature sexuelle et qui, dans certains cas, est même allée jusqu'à théoriser la parfaite compatibilité entre personnalité homosexuelle et personnalité fasciste. Parmi eux, il note que la culture politique de droite ne compte pas seulement des personnalités aux sexualités ambiguës, mais même de véritables icônes littéraires gays comme Yukio Mishima (sans parler de Maurice Sachs, le collaborateur juif homosexuel et auteur de Le Sabbat : Souvenirs d'une jeunesse orageuse).

## Hostilité envers les homosexuels à l'extrême droite

### Droite religieuse
La Droite chrétienne américaine est une force majeur de l'opposition aux droits LGBT aux États-Unis, principalement – mais pas seulement – issue du mouvement évangéliste.
La droite religieuse américaine utilise ses réseaux en Afrique pour attaquer les droits des personnes LGBT africaines via le pro-family movement,,.

### Fascisme italien et néofascistes
Le gouvernement fasciste de Benito Mussolini instaure le Code Rocco en 1930. Le gouvernement punit l'homosexualité masculine par des sanctions administratives, telles que l'admonestation publique et l'incarcération. Le régime fasciste qualifiait les homosexuels de « dégénérés » et l'île de San Domino était utilisé pour les interner et les exclure de la société italienne. Des témoignages mentionnent que dans le reste de l'Italie, il était quasiment impossible qu'un homosexuel identifié ne sorte de chez lui sans risquer l'internement.
À l'ère actuelle, la plupart des mouvements néofascistes restent hostiles envers les personnes homosexuelles, transgenres et bisexuelle.